# Nicotin
Nicotin là một ancaloit tìm thấy trong các cây họ Cà (Solanaceae), chủ yếu trong cây thuốc lá, và với số lượng nhỏ trong cà chua, khoai tây, cà tím và ớt chuông. Ancaloit nicotin cũng được tìm thấy trong lá của cây coca. Nicotin chiếm 0,6 đến 3% trọng lượng cây thuốc lá khô, và có từ 2–7 µg/kg trong nhiều loài thực vật ăn được. Nicotin được tổng hợp sinh học thực hiện từ gốc và tích luỹ trên lá. Nó là một chất độc thần kinh rất mạnh với ảnh hưởng rõ rệt đến các loài côn trùng; do vậy trong quá khứ nicotin được sử dụng rộng rãi như là một loại thuốc trừ sâu, và hiện tại các phái sinh của nicotin như imidacloprid tiếp tục được sử dụng rộng rãi.
Với liều lượng nhỏ hơn (trung bình một điếu thuốc tẩm một lượng khoảng 1 mg nicotin), chất này hoạt động như một chất kích thích cho các động vật có vú và là một trong những nhân tố chính chịu trách nhiệm cho việc lệ thuộc vào việc hút thuốc lá. Với liều lương cao (30–60 mg) có thể gây tử vong. Theo Hiệp hội Tim mạch Hoa Kỳ, "Nghiện nicotin đã và đang là những thói nghiện ngập khó bỏ nhất"

## Lịch sử và tên gọi
Nicotin được đặt tên theo cây thuốc lá Nicotiana tabacum, mà đến lượt nó lại được đặt tên theo tên của Jean Nicot, một đại sứ người Pháp. Ông đã gửi thuốc lá và hạt của nó từ Bồ Đào Nha tới Paris vào năm 1550 và cổ vũ cho các ứng dụng y tế của nó. Nicotin được các nhà hoá học người Đức, Posselt & Reimann chiết xuất từ cây thuốc lá vào năm 1828. Công thức hoá học của nicotin được Melsen miêu tả vào năm 1843, cấu trúc của nó được Adolf Pinner và Richard Wolffenstein phát hiện năm 1893. và được Pictet và A. Rotschy tổng hợp đầu tiên năm 1904.

### Làm thuốc diệt côn trùng
Thuốc lá được du nhập vào châu Âu vào năm 1559, và vào cuối thế kỷ 17, nó không chỉ dùng để hút mà còn cùng làm thuốc diệt côn trùng. Sau chiến tranh thế giới thứ 2, hơn 2.500 tấn thuốc diệt côn trùng nicotin (chất thải từ công nghiệp thuốc lá) đã được sử dụng trên toàn cầu, nhưng đến thập niên 1980 việc sử dụng thuốc diệt côn trùng nicotin đã giảm xuống dưới 200 tấn. Sự sụt giảm này là do đã có những loại thuốc diệt côn trùng khác rẻ hơn và ít độc hại hơn đối với những động vật có vú.
Hiện tại, nicotin, thậm chí là các sản phẩm từ bụi thuốc lá, là một loại thuốc trừ sâu bị cấm sử dụng trong ngành trồng trọt hữu cơ. Nicotin hiện được xếp vào danh mục các chất cấm sử dụng của Organic Materials Review Institute:
Tình trạng: Cấm
Loại: Côn trùng gây hại mùa màng, cỏ dại, và kiểm soát dịch bệnh
Nguồn gốc: Phi tổng hợp
Miêu tả: NOP Rule: 205.602(i)
Nicotin sulfat được bán để dùng làm thuốc trừ sâu có nhãn "NGUY HIỂM," ám chỉ độc tính cao của nó.

## Tác dụng phụ
Nicotin làm tăng huyết áp và nhịp tim ở người. Nicotin cũng có thể gây ra khả năng xơ vữa (atherogenic genes) tế bào nội mô động mạch vành ở người. Tổn thương vi mạch có thể xảy ra do tác động của nó lên các thụ thể nicotinic acetylcholine (nAChRs).
Một nghiên cứu trên chuột cho thấy rằng việc tiếp xúc với nicotin làm mất ảnh hưởng bảo vệ và có lợi của estrogen lên hồi hải mã, một khu vực nhạy cảm với estrogen của não liên quan đến việc hình thành và duy trì trí nhớ.

## Thành phần hoá học
Nicotine là một chất hút ẩm, không màu đến màu nâu vàng, chất lỏng nhờn, dễ hòa tan trong rượu, ether hoặc dầu nhẹ. Nó có thể trộn với nước ở dạng base amin trung tính trong khoảng từ 60 °C đến 210 °C. Nó là một base nitơ lưỡng cực, có Kb1 = 1 × 10⁻⁶, Kb2 = 1 × 10⁻¹¹. [124] Nó dễ dàng tạo thành muối amoni với các axit thường ở dạng rắn và tan trong nước. Điểm chớp cháy của nó là 95 °C và nhiệt độ tự bốc cháy của nó là 244 °C. [125] Nicotine dễ bay hơi (áp suất hơi 5,5 ㎩ ở 25oC) [124] Khi tiếp xúc với ánh sáng cực tím hoặc các chất oxy hóa khác nhau, nicotine được chuyển thành oxit nicotine, axit nicotinic (niacin, vitamin B3) và methylamine. [126]
Nicotine có hoạt tính quang học, có hai dạng enantiomeric. Dạng nicotine xuất hiện tự nhiên là levorotatory với một vòng quay cụ thể là [α] D = -166.4 ° ((-) - nicotine). Dạng dextrorotatory, (+) - nicotine ít hoạt động hơn về mặt sinh lý so với (-) - nicotine. (-) - nicotine độc hơn (+) - nicotine. [127] Các muối của (+) - nicotine thường là dextrorotatory; sự chuyển đổi giữa levorotatory và dextrorotatory sau khi proton hóa là phổ biến giữa các alcaloid. [126] Các muối hydrochloride và sulfate trở nên không hoạt động về mặt quang học nếu được đun nóng trong bình kín trên 180 °C. [126] Anabasine là một đồng phân cấu trúc của nicotine, vì cả hai hợp chất có công thức phân tử C10H14N2.

Cấu trúc của nicotine proton (trái) và cấu trúc của benzoate đối kháng (phải). Sự kết hợp này được sử dụng trong một số sản phẩm vaping để tăng lượng nicotine vào phổi.
Thuốc lá điện tử Pod mod sử dụng nicotine dưới dạng nicotine được proton hóa, thay vì nicotine tự do được tìm thấy ở các thế hệ trước. [128]https://upload.wikimedia.org/wikipedia/commons/2/28/Nicotine_benzoate.jpg

## Tính chất dược học

### Dược động học
Khi nicotin được đưa vào cơ thể, nó được vận chuyển nhanh thông qua đường máu và có thể vượt qua hàng rào máu-não. Kể từ khi hít vào nicotine mất 10-20 giây để chạy tới não. Thời gian bán thải của nicotin trong cơ thể vào khoảng 2 giờ. Lượng nicotin hít vào cùng với khói thuốc là một phần nhỏ dung lượng chất này có trên lá của cây thuốc lá (hầu hết chất này bị cháy hết khi đốt thuốc). Lượng nicotin ngấm vào cơ thể thông qua việc hút thuốc phụ thuộc vào nhiều yếu tố, bao gồm loại thuốc lá, việc có hít khói vào phổi hay không, và có đầu lọc hay không. Khi nhai thuốc lá, với việc để lá thuốc giữa môi và lợi, lượng thuốc ngấm vào cơ thể có xu hướng cao hơn nhiều so với việc hút thuốc. Nicotin bị chuyển hóa ở gan bởi enzym cytochrome P450(chủ yếu là CYP2A6, và cũng có CYP2B6). Cotinin là một trong các chất chuyển hóa chính từ nicotin.
Các chất chuyển hóa chính khác gồm nicotine N'-oxide, nornicotine, nicotine isomethonium ion, 2-hydroxynicotine và nicotine glucuronide. Trong một số điều kiện. các chất khác có thể được tạo thành như myosmine.
Glucuronide hóa và sự trao đổi chất oxy hóa của nicotine thành cotinine đều bị ức chế bởi tinh dầu bạc hà (menthol), một chất được cho thêm vào thuốc lá để làm tăng thời gian bán thải của nicotine trong cơ thể.

## Quá liều
Một người không thể sử dụng quá liều nicotine khi hút thuốc một mình. Cục Quản lý Thực phẩm và Dược phẩm Hoa Kỳ (FDA) tuyên bố vào năm 2013 rằng không có mối quan tâm an toàn đáng kể nào liên quan đến việc sử dụng nhiều hơn một hình thức trị liệu thay thế nicotine không kê đơn (OTC) cùng một lúc, hoặc sử dụng OTC NRT tại cùng thời điểm với một sản phẩm chứa nicotine khác, như thuốc lá. [92] Liều gây chết trung bình của nicotine ở người chưa được biết. [33] [20] Tuy nhiên, nicotine có độc tính tương đối cao so với nhiều loại ancaloit khác như caffeine, có LD50 là 127 mg / kg khi dùng cho chuột. [93] Ở liều đủ cao, nó có liên quan đến ngộ độc nicotine, [30], trong khi phổ biến ở trẻ em (trong đó mức độ độc và gây chết người xảy ra ở liều thấp hơn trên mỗi kg trọng lượng cơ thể [29]) hiếm khi dẫn đến bệnh tật hoặc tử vong đáng kể. [ 31]
Các triệu chứng ban đầu của quá liều nicotine thường bao gồm buồn nôn, nôn, tiêu chảy, quá mẫn, đau bụng, nhịp tim nhanh (tăng nhịp tim nhanh), tăng huyết áp (huyết áp cao), thở nhanh (thở nhanh), nhức đầu, chóng mặt, xanh xao (da nhợt nhạt), rối loạn thính giác hoặc thị giác, và mồ hôi, ngay sau đó là nhịp tim chậm rõ rệt (nhịp tim chậm), nhịp tim chậm (thở chậm) và hạ huyết áp (huyết áp thấp). [31] Kích thích hô hấp (tức là thở nhanh) là một trong những dấu hiệu chính của ngộ độc nicotine. [31] Ở liều đủ cao, buồn ngủ (buồn ngủ hoặc buồn ngủ), nhầm lẫn, ngất (mất ý thức do ngất), khó thở, yếu cơ, co giật và hôn mê có thể xảy ra. [5] [31] Ngộ độc nicotine gây tử vong nhanh chóng gây co giật và tử vong - có thể xảy ra trong vòng vài phút - được cho là do tê liệt hô hấp. [31]

## Ứng dụng khác
Nicotine có thể được chuyển đổi thành ammoniac thông qua quá trình hydrodenitrogenation( khử nitơ bằng hydro)
- Đầu tiên, nicotine được hydro hoá tạo ra hexahydronicotine: C10H14N2 + 3H2  -> C10H20N2 (Ni, to, p)
- Sau đó, hexahydronicotine được chuyển hoá thành N,N'-Dimethyl-1,8-octanediamine: C10H20N2 + 2H2  ->   H3CNH(CH2)8NHCH3 (Co/Ni/MoS2 on alumina, to, p)
- Kế tiếp, lại hydro hoá thu được octane, ammonia, methane : H3CNH(CH2)8NHCH3 + 4H2 -> 2NH3 + 2CH4 + nC8H18 (Co/Ni/MoS2 on alumina, to, p)